# Angelica sylvestris
L'angelica (Angelica sylvestris L., 1753) è una pianta della famiglia delle Apiaceae (o Ombrellifere), diffusa in Europa e Asia.

## Descrizione

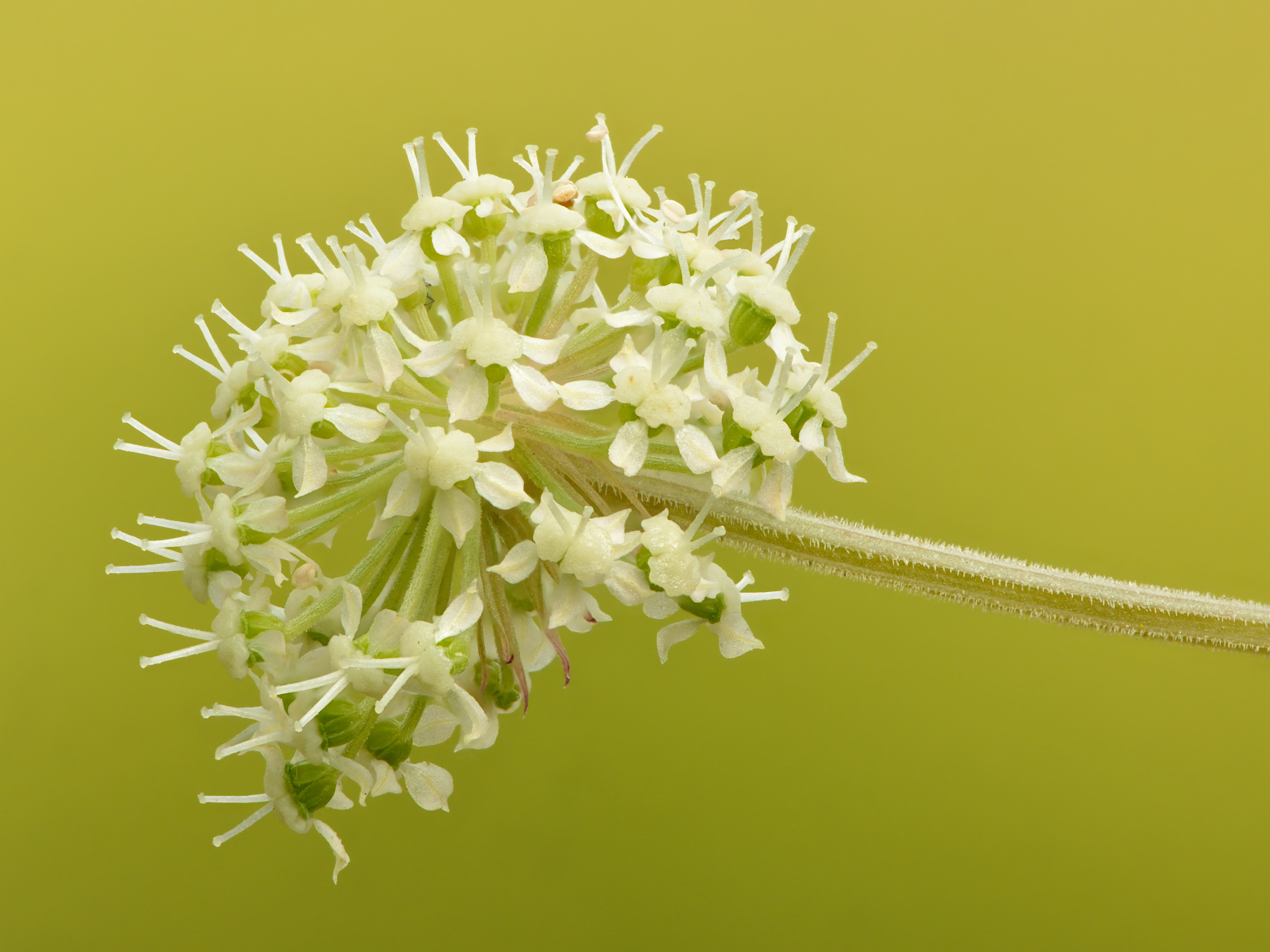
Fiori

Pianta perenne, provvista di una radice carnosa da cui si diparte un fusto robusto che può raggiungere un'altezza di 2 m.; fusto cilindrico, ramoso, striato, suffuso di violetto, finemente pubescente nello scapo fiorale; guaine nodali (3–6 cm), avvolgono la base dei rami laterali; foglie basali con picciolo lungo 10–40 cm, 3 pennate, con segmenti elementari ovato-acuminati, dotati di una setola sottile ed appuntita posta nella parte apicale: ombrelle ampie, con 30-50 raggi pubescenti; ombrelle di 2º ordine a calotta (composta), con involucretto di brattee filiformi, patenti; petali bianco rosei; frutto formato da due achemi addossati l'uno all'altro.

## Distribuzione e habitat
Pianta comune dall'odore aromatico e dal sapore acro-piccante, cresce nei boschi umidi e nelle forre fino a 1600 m. Fiorisce da giugno ad agosto

## Curiosità
La leggenda vuole che sia stato l'arcangelo Raffaele a far conoscere agli uomini l'angelica. Gli antichi attribuivano a questa pianta proprietà quasi miracolose: debellava la peste, neutralizzava gli effetti dei veleni, prolungava la durata della vita. 
Ai nostri giorni tali virtù sono state molto ridimensionate ed è apprezzata in erboristeria come stimolante dell'apparato digerente e come antisettico.